# Isaiah de Salona
Pour les articles homonymes, voir Salona.
 (février 2022).
La mise en forme du texte ne suit pas les recommandations de Wikipédia : il faut le « wikifier ».
Les points d'amélioration suivants sont les cas les plus fréquents. Le détail des points à revoir est peut-être précisé sur la page de discussion.
- Les titres sont pré-formatés par le logiciel. Ils ne sont ni en capitales, ni en gras.
- Le texte ne doit pas être écrit en capitales (les noms de famille non plus), ni en gras, ni en italique, ni en « petit »…
- Le gras n'est utilisé que pour surligner le titre de l'article dans l'introduction, une seule fois.
- L'italique est rarement utilisé : mots en langue étrangère, titres d'œuvres, noms de bateaux, etc.
- Les citations ne sont pas en italique mais en corps de texte normal. Elles sont entourées par des guillemets français : « et ».
- Les listes à puces sont à éviter, des paragraphes rédigés étant largement préférés. Les tableaux sont à réserver à la présentation de données structurées (résultats, etc.).
- Les appels de note de bas de page (petits chiffres en exposant, introduits par l'outil «  Source ») sont à placer entre la fin de phrase et le point final[comme ça].
- Les liens internes (vers d'autres articles de Wikipédia) sont à choisir avec parcimonie. Créez des liens vers des articles approfondissant le sujet. Les termes génériques sans rapport avec le sujet sont à éviter, ainsi que les répétitions de liens vers un même terme.
- Les liens externes sont à placer uniquement dans une section « Liens externes », à la fin de l'article. Ces liens sont à choisir avec parcimonie suivant les règles définies. Si un lien sert de source à l'article, son insertion dans le texte est à faire par les notes de bas de page.
- La présentation des références doit suivre les conventions bibliographiques. Il est recommandé d'utiliser les modèles {{Ouvrage}}, {{Chapitre}}, {{Article}}, {{Lien web}} et/ou {{Bibliographie}}. Le mode d'édition visuel peut mettre en forme automatiquement les références.
- Insérer une infobox (cadre d'informations à droite) n'est pas obligatoire pour parachever la mise en page.

Pour une aide détaillée, merci de consulter Aide:Wikification.
Si vous pensez que ces points ont été résolus, vous pouvez retirer ce bandeau et améliorer la mise en forme d'un autre article.
Isaïe de Salone (grec moderne : Ησαΐας Σαλώνων ; 1780 - 23 avril 1821) était un Grec, le premier évêque mort au combat, lors de la révolution grecque de 1821.

## Biographie
Il est né à Desfína, en Phocide, dans une maison près de l'église d'Ágios Charalámbos en 1769 et a été baptisé Elias, le troisième enfant de la famille du prêtre Papa-Stathis et Archontos. Ses frères s'appelaient Giannis (qui devint berger) et Théodose, qui devint moine au monastère Saint-Luc. À l'âge de 18 ans, il est envoyé par son père à Ámfissa pour se préparer à la vie religieuse, servant auprès du moine nommé Gerásimos Lýtsikas. En 1797, il devint moine au monastère Saint-Jean-le-Précurseur de Desfína (el), prenant le nom d'Isaïe et fut ordonné diacre au Monastère Saint-Luc. Il a étudié à Ioánnina, auprès de Kosmás Balános (en) et Athanásios Psalídas. À Ioánnina, il rencontra Ali Pacha, que le père d'Isaïe sauva vers le milieu du XVIIIe siècle, lorsqu'il le trouva à moitié mort dans une grotte et le soigna. Rapidement promu abbé, du fait de son jeune âge, suscita son intérêt auprès du patriarche Cyrille VI d'Andrinople où il l'invita en 1814 à Constantinople pour une formation. Il y rencontre le patriarche Grégoire V, mais est également initié à la Filikí Etería, en 1818. La même année, il fut ordonné évêque où il devint évêque de Salone (ancien nom d'Ámfissa) après la mort de Joachim, suivant les convictions des prélats locaux et celles d'Ali. Deux ans plus tard, il devient membre de la Filikí Etería, développe des activités caritatives, collecte des fonds et des armes qu'il entrepose à Salone.
En janvier 1821, il fut précipitamment convoqué à Constantinople par le patriarche Grégoire V. D'après la correspondance existante entre les deux hommes, il est évident que tous deux ont travaillé depuis l'année précédente pour la préparation de la Course en utilisant des phrases symboliques[Quoi ?]. Au cours de cette rencontre, après avoir reçu des instructions précises pour le Péloponnèse, il s'y rend en février, où il rencontre les évêques allemands du Vieux Patras, Grégoire de Nauplie, et Daniel de Tripoli. Puis le 11 mars, il débarque à Antíkyra, retourne dans son diocèse et de là à Livadiá où il rencontre les évêques Dionysios II d'Athènes (el) et Néophyte d'Atalánti. Il a ensuite rencontré Athanásios Diákos, qui avait à l'époque la confiance du chef local Kara Ismail bey, tandis qu'il s'entendait avec les élites de la région.

## Activités révolutionnaires
En février 1821, Isaiah, son frère et l'abbé de Saint-Luc prénommé Chátzis étaient à Constantinople où il rencontrèrent le patriarche. Le 11 mars, Isaiah en revint et débarqua clandestinement à Antíkyra. Il se rendit au monastère Saint-Luc, où l'attendait Athanásios Diákos. Dans la prière du soir, il jura à la Révolution l'askeri de Diákos[Quoi ?]. Il se rendit ensuite à Salone et s'arrangea avec Dimítrios Panourgiás (en). Des armes et des munitions arrivèrent de Galaxídi, où elles ont été distribuées aux domiciles des notables. Le 24 mars, il bénit à nouveau les munitions des hommes de Panourgiás, au monastère du prophète Élie. Sont également présents les prévôts de Salone Anagnóstis Giagtzís, Anagnóstis Kechagiás, Rígas Kontorígas. Le 25 mars Yánnis Goúras conquiert Galaxídi et le 28 mars Dímos Skaltsás (el) conquiert Lidoríki. Le 26 mars, Isaiah revient au monastère Saint-Luc où se trouve Diákos. Une glorification a lieu et le lendemain les hommes armés partent combattre. Le 27 mars, le siège contre le château de Salone commença par les révolutionnaires de Panourgiás, tandis qu'en ville se tenait une administration grecque. Un début officiel de la Révolution est en cours dans la ville d'Isaïe, ce dernier assermentant les révolutionnaires avec les deux autres évêques au monastère Saint-Luc, devenu la Sainte-Sophie de Roumélie. Dans le même temps, les monastères Saint-Jean-le-Précurseur et Sainte-Parascève bénissaient les armes des participants contre les combattants turcs ottomans, proclamant essentiellement officiellement la Révolution en Béotie. Au premier avril, Livádia est conquise .
Après la chute du château de Livádia le 1er avril et la chute du château de Salone le 10 avril (à Pâques) aux mains des Grecs, Isaïe s'empresse de rencontrer Diákos et Yánnis Dyovouniótis (en) à Zitoúni (actuelle Lamía). Se joignant à la bataille d'Alamána, Isaiah, tenant la croix, mena les combattants grecs. Mais lors de la collision avec les troupes d'Omer Vrionis, il est mortellement blessé tandis que son frère est également tué, le prédicateur connu sous le nom de prêtre Ioánnis[Quoi ?]. L'Ottoman a décapité le cadavre d'Isaïe, de ses frères et d'autres combattants grecs et les a placés à l'opposé de Diákos alors qu'il était brutalement exécuté avec empalement à Lamía. Après sa mort, ils les ont jetés dans une bouffée avec le corps de l'exécuté. En l'honneur d'Isaïe et de son frère, une croix de marbre a été construite en 1916, près de la source appelée sur la route d'Ámfissa à Lamía. L'inscription suivante se trouve sur le mémorial :

« Τοις εκ δεσφινης της παρανασσιδος αδελφοις ησαια αμφοις ηπια αμφισσης επισκοπω ιερει πωαομσσιν εν αλκωματα Ωδε
23 ΑΠΡΙΛΙΟΥ 1821
ΥΠΕΡ ΠΑΤΡΙΔΟΣ ΕΙΣ ΜΑΧΗΝ ΑΛΑΜΑΝΑΣ
ΚΟΙΝΩ ΕΡΑΝΩ 1916. »

Il y a aussi un buste d'Isaïe sur le parvis de l'église métropolitaine de Desfína et une statue à Ámfissa.

## Isaïe dans les arts
Aristotélis Valaorítis, en tant que chant épilogue d'Aiakos[Quoi ?], place les paroles suivantes :

« Στ 'αγέρι κρεμασμένα ωσάν καντήλια τ' ουρανού, αποβραδίς δυο φώτα εφάνηκαν στη σκοτεινιά ... Κανείς δεν τάχε ανάψει ... Κ 'ένας που πέρασε απεκεί, καλόγερος, διαβάτης, κ' είδε το θάμμα κ » έδραμε, στη λάμψη Δυογγγλαν γλάγιαζαν γλάγγιαζαν γλάκγγ ...ζζ παπγιάννη και τάλλο του δεσπότη του. Γονατιστός εμπρός τους έμειν' ο γέρος κ' έκλαψε. Τρριξε τρισάγιο τα φίλησε στο μέτωπο δοκανίκιέ τσκαψε ε τ 'αθαψε τ' αέώριστα τ 'αδέρφια τ' αδέρφια. Βλογάει το ώώμα τρεις φοραίς ... έκαμε το σταίρό του κα ρνν α ... »

## Héritage
Le bâtiment du musée en souvenir de l'évêque Isaiah a été construit sur le terrain où se trouvait sa maison d'Isaiah, à Desfína de Phocide. Il a été créé par l'ancienne municipalité de Desfína (actuelle unité municipale du dème de Delphes) en coopération avec l'administration du district régional de Phocide et les autorités ecclésiastiques locales. L'ouverture du musée a eu lieu le 28 juillet 2013. Dans le musée, certains objets personnels d'Isaïe sont exposés, ainsi que des copies de ses vêtements. Il y a aussi des écrits et des peintures de cette époque et une salle spécialement modifiée où un documentaire des actions de sa vie est montré.